# Niedersächsische Heimstätte
Die Niedersächsische Heimstätte war ein Anfang der 1920er Jahre gegründetes und insbesondere in Niedersachsen tätiges Wohnungsunternehmen. Als Gesellschaft mit beschränkter Haftung und ihren  kommunalen und Gesellschaftern aus dem Kreditwesen sah sich das Unternehmen als „Organ der staatlichen Wohnungspolitik“, die insbesondere gesunden und zugleich preiswerten Wohnraum für Minderbemittelte verschaffen sollte. Sitz des Unternehmens war Mitte der 1950er Jahre die Lavesstraße 59 im hannoverschen Stadtteil Mitte.

## Geschichte
Die Niedersächsische Heimstätte wurde nach dem Ersten Weltkrieg im Jahr 1922 kurz vor dem Höhepunkt der Deutschen Hyperinflation gegründet. Maßgeblicher Mitbegründer und Vorsitzender wurde Wilhelm Liebrecht, der schon vor dem Ersten Weltkrieg das Genossenschaftswesen im Wohnungsbau stark gefördert hatte.
Zur Zeit des Nationalsozialismus musste das Stift Fischbeck 1939 „an die Niedersächsische Heimstätte 1,5 Hektar Land zu einem Schleuderpreis abgeben“.
Das später formulierte vorrangige Ziel der Niedersächsischen Heimstätte war es vor allem, Einkommens-Schwachen – wie etwa Geringverdienern – sowohl in den Städten wie auch auf dem Land zu sowohl gesundem wie auch preiswertem Neubau-Wohnungen zu verhelfen. Zu den Zielgruppen zählten auch Bau- und Siedlungs-Genossenschaften und -Gesellschaften, aber auch Einzelpersonen und Werktätige. Nach dem Zweiten Weltkrieg standen insbesondere Vertriebene aus Ostdeutschland im Fokus der Niedersächsischen Heimstätte.
In der Nachkriegszeit half die Organisation bei der Errichtung von Gruppen- und Einzelsiedlungen beispielsweise durch Beschaffung von Bauland, aber auch mittels finanzieller und technischer Betreuung der Hilfsbedürftigen beim Neubau von Mietwohnungen oder auch Eigenheimen nach den Bestimmungen der Reichsheimstätte, besonders aber bei der Errichtung von Kleinsiedlungen.
Seit der Währungsreform in Westdeutschland im Jahr 1948 bis Mitte der 1950er Jahre hatte die Niedersächsische Heimstätte rund 30.000 Wohnungen fertiggestellt.
Insgesamt betreute das Unternehmen bis Mitte der 1950er Jahre rund 60.000 Wohnungen; 40.000 davon als Maßnahmen zur Verschaffung von Eigentum in Eigenheimen und Kleinsiedlungen.
Neben der Hauptverwaltung in Hannover – um 1955 in der Lavesstraße 39 A – unterhielt die Heimstätte seinerzeit Außenstellen in Aurich, Bremerhaven, Celle, Emden, Gifhorn, Goslar, Hittfeld, Leer, Lingen, Lüneburg, Nienburg/Weser, Northeim, Oldenburg (Oldb), Osnabrück, Salzgitter-Bad, Soltau, Syke, Uelzen und Wolfsburg.
Nachfolger des Unternehmens wurde die Niedersächsische Landesentwicklungsgesellschaft (NILEG) mit Sitz in Hannover.

## Gesellschafter
Um 1955 setzte sich die Niedersächsische Heimstätte aus folgenden damaligen Gesellschaftern zusammen: Land Niedersachsen, Bundesrepublik Deutschland, Landesversicherungsanstalt, Landschaftliche Brandkasse, Niedersächsische Landesbank, Stadtschaft, verschiedene Stadt- und Landkreise und andere mehr.

## Persönlichkeiten
- Werner Seever (1899–1970), der gelernte Jurist war zeitweilig Geschäftsführer der Heimstätte Sudetenland und der Niedersächsischen Heimstätte[6]

## Schriften
- 40 Jahre Niedersächsische Heimstätte GmbH, Organ der Staatlichen Wohnungspolitik. 1922–1962, 126 Seiten, Hannover: NH, 1962

## Archivalien
Archivalien von und über die Niedersächsische Heimstätte finden sich beispielsweise
- als Schriftgut der Provenienz des Statistischen Reichsamtes für den Zeitraum von 1918 bis 1945 im Bundesarchiv, Archivsignatur BArch, R 3102/1893[7]
- als Grundakte der Jahre 1954–1955 im Niedersächsischen Landesarchiv (Standort Wolfenbüttel), Signatur NLA WO 40 Neu 24 Fb. 4, Nr. 4682 (zuvor: Zg. 56/1961)[8]